# Thunbergia kangeanensis
Thunbergia kangeanensis är en akantusväxtart som beskrevs av Cornelis Eliza Bertus Bremekamp. Thunbergia kangeanensis ingår i släktet thunbergior, och familjen akantusväxter. Inga underarter finns listade i Catalogue of Life.